# Prisión de Zenica
La Prisión de Zenica es una cárcel completamente cerrada situado en Zenica, una localidad del país europeo de Bosnia y Herzegovina. Fue inaugurado en 1886, fue la prisión más grande de Yugoslavia durante su existencia, y actualmente es la cárcel más grande de Bosnia y Herzegovina. Según datos de 2001, la prisión tenía una capacidad de 340 reclusos. 